# Arenaria yulongshanensis
Arenaria yulongshanensis är en nejlikväxtart som beskrevs av Li Hua Zhou. Arenaria yulongshanensis ingår i släktet narvar, och familjen nejlikväxter. Inga underarter finns listade i Catalogue of Life.